# Lars Alfred Peterson
Lars Alfred Peterson, född 7 april 1874 i Sundals-Ryrs församling, Älvsborgs län, Dalsland, död 26 mars 1950 i Scandia, Minnesota, var en svensk-amerikansk farmare, urmakare och träsnidare.
Han var son till lantbrukaren Peter Larsson och Anna Stina Andreasdotter och från 1900 gift med Minnie Lundell. Peterson utvandrade till Amerika 1893 och arbetade de första 14 åren på en träsnideriverkstad i Minneapolis. Han flyttade till Scandia 1908 där han etablerade sig som farmare och amatörurmakare. Hans konst består av snidade småskulpturer i allmogestil. Bland hans noterbara arbeten märks skulpturen George Washington till häst med draget svärd utförd i mahogny 1907.